# Терсандр
Терсандр, також Ферсандр (дав.-гр. Θέρσανδρος) — син Полініка й Аргії, цар Фів. Згідно з післягомерівськими переказами, брав участь у поході на Трою, де його вбив Телеф. У Вергілієвій «Енеїді» Терсандр згадується серед ахейців, які за допомогою дерев'яного коня проникли в Трою.
Мав дружину Демонассу, яка з ним народила сина Тісамена, який був царем Фів. Правнук Терсандра Терас був засновником спартанської колонії на острові Каллісті, що його згодом стали називати Терою.